# Оноджьо

Оноджьо́ (яп. 大野城市, おおのじょうし, МФА: [oːnod͡ʑoː ɕi̥]?) — місто в Японії, в префектурі Фукуока.     Отримало статус міста 1972 року. Площа становить 26,88 км². Станом на 1 липня 2012 року населення складало 95 559  осіб, густота населення — 3560 осіб/км².     

## Історія
Оноджьо отримав статус міста 1 квітня 1972 року. В день заснування міста воно називалося О́но (яп. 大野市, おおのし, МФА: [oːno ɕi̥]), але того ж дня було перейменовано.